# Chris Collins
Chris Collins uglavnom je poznat kao prvi pjevač američkog progresivnog metal sastava Dream Theater. Collins se pridružio sastavu još 1985. godine te su zajedno snimili šest pjesama koje će kasnije postati poznate kao The Majesty Demos. 
Collins je odrastao u New Yorku, u istoj četvrti kao i John Petrucci i John Myung, koji su mu ujedno bili i dobri prijatelji. Kad su Petrucci i Myung tražili pjevača za svoj sastav sastav Majesty kojeg su tek osnovali, čuli su Collinsa kako sa svojim sastavom izvode prerade pjesama sastava Queensrÿche. Pjevao je kao Geoff Tate. Impresionirani njegovim rasponom glasa odmah su ga pozvali da im se pridruži kao pjevač. Već nakon što je snimio prvi demo uradak Collins je napustio Majesty, jer je smatrao kako njegov vokal nije adekvatan za glazbu sastava.
Collins je trenutačno gitarist i pjevač sastava Winterspell.

## Vanjske poveznice
- Službena stranica na MySpaceu